# Quiero un camión
«Quiero un camión» es una canción del grupo de rock español Loquillo y Trogloditas, que aparece como compuesta por Sabino Méndez quien trató durante tiempo de ocultar su enorme parecido con la versión de Elvis Presley de la canción tradicional inglesa Frog Went a-Courting. Esta nueva versión estuvo contenida, originalmente, en el álbum El ritmo del garage de 1983. Fue editada como sencillo en 1989 extraída del álbum recopilatorio en directo ¡A por ellos...! que son pocos y cobardes.

## Descripción
Es una canción roquera de ritmo muy rápido, con una letra desenfadada. Se trata de uno de los temas más populares y escuchados de la banda, convertido en un auténtico clásico del rock español.
La canción original se grabó a dúo con la cantante Alaska.
Se editó como sencillo en 1989, esta vez la versión en directo extraída del álbum recopilatorio ¡A por ellos...! que son pocos y cobardes, ya sin la voz de Alaska. Loquillo volvió a grabar el tema en 2015 para el álbum Código Rocker.
El tema alcanzó el número 1 de la lista elaborada por la cadena de radiofórmula española Los 40 Principales, la semana del 2 de diciembre de 1989.

## Posicionamiento en listas
| País   | Lista              | Mejor posición |
| ------ | ------------------ | -------------- |
| España | Los 40 principales | 1              |